# ジャージー (駆逐艦)
ジャージー (HMS Jersey, F72/G72) は、イギリス海軍の駆逐艦。J級。艦名はチャンネル諸島のイギリス王室属領ジャージーに由来し、イギリス海軍において同名の艦としては7代目にあたる。

## 艦歴
「ジャージー」は1936年度建造計画に基づき、ワイト島カウズのJ・サミュエル・ホワイト で1937年9月28日起工。1938年9月26日進水し1939年4月28日に就役した。
就役後、「ジャージー」は1939年7月までポートランドで錬成訓練を実施。1939年8月12日、「ジャージー」はオークニー諸島のスカパ・フローを拠点とするJ級駆逐艦で編成された本国艦隊第7駆逐艦戦隊（7th Destroyer Flotilla）で活動した。
同年8月、「ジャージー」は第7駆逐艦戦隊の僚艦、軽巡洋艦「オーロラ」、第8駆逐艦戦隊（8th Destroyer Flotilla）と共に、ドイツとの新たな戦争に備えて実施されたXKO演習に参加。第二次世界大戦開始時はリンカンシャーのイミンガムを基地としていた。

### 第二次世界大戦
1939年9月1日に第二次世界大戦が開戦すると、「ジャージー」ら第7駆逐艦戦隊はハンバーを拠点とするハンバー部隊（Humber force）に加えられ、北海周辺で戦時活動に従事する。開戦を受けて、「ジャージー」と軽巡洋艦「グラスゴー」、「サウサンプトン」、「ジャーヴィス」、「ジャヴェリン」、「ジャッカル」は初の戦時任務としてノルウェー沿岸でドイツ艦船の捜索を実施した。
9月4日、ドイツ商船「Johannes Moikenbuker」を発見。「Johannes Moikenbuker」は自沈し、「ジャージー」は42人を収容した。9月23日、北海での哨戒任務中に駆逐艦「ジャヴェリン」の艦尾に衝突。艦首を損傷し、10月9日まで修理に要した。
10月23日、巡洋戦艦「レパルス」を護衛して、ドイツ海軍の装甲艦「ドイッチュラント」に拿捕されたアメリカ船「シティ・オブ・フリント」の捜索に従事した。

### 損傷
12月6日、「ジャージー」は駆逐艦「ジュノー」と共にイミンガムを出港し、哨戒任務に就いた。12月7日未明、ノーフォークのクロマー沖で、機雷敷設を終え帰投中のドイツ駆逐艦「Z10ハンス・ロディ」と「Z12エーリッヒ・ギーゼ」に発見され、雷撃を受けた。
これは完全な奇襲となり、「エーリッヒ・ギーゼ」が発射した魚雷の内の1本が「ジャージー」の左舷に命中した。「ジャージー」は大破炎上し、酷く浸水したが沈没は免れた。「ジュノー」は煙幕を張って「ジャージー」を隠し、ドイツ駆逐艦もそれ以上の追撃は行わず撤退したため、曳船に曳航されて何とか帰還することができた。この損傷で「ジャージー」の乗員10名が戦死・13名が負傷した。「ジャージー」は翌1940年9月23日まで修理に要した。
しかし1940年10月11日、修理完了後の公試を終えてルイス・マウントバッテン大佐指揮下の第5駆逐艦戦隊（5th Destroyer Flotilla）に合流するためプリマスに向かっていた「ジャージー」はイースト・ノブ・ブイ付近で触雷し再度損傷を負う。ロンドンで入渠したため、戦隊への合流は10月29日となった。

### 海峡

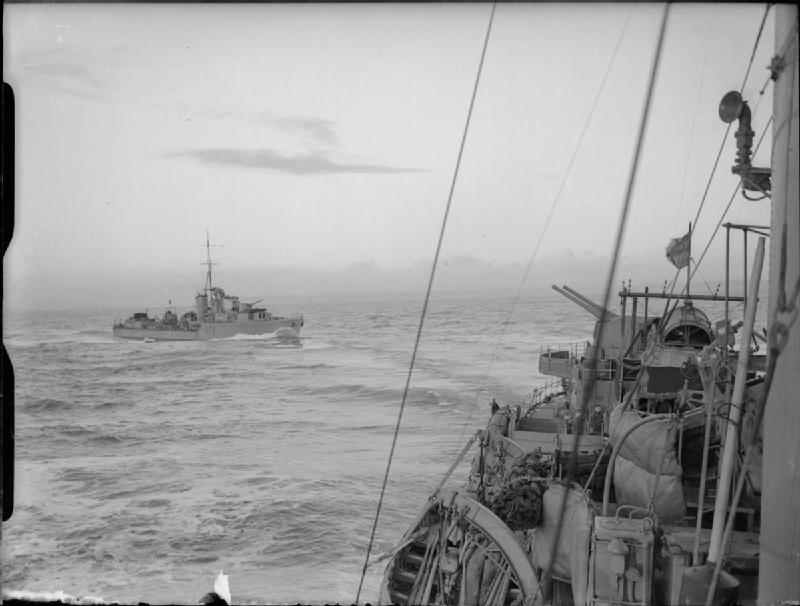
駆逐艦「カシミール」から見た「ジャージー」。

11月28日、「ジャージー」は僚艦「ジャヴェリン」（旗艦）、「ジャッカル」、「ジュピター」、「カシミール」と共に、イギリスの船舶攻撃を目的にブレストから海峡へ向かっているドイツ海軍駆逐艦を迎撃するためプリマスを出撃。ランズ・エンドとスタート・ポイント間に哨戒線を引いた。ドイツ海軍駆逐艦が輸送船2隻を沈めた後、双方が夜戦に突入した。この交戦で「ジャヴェリン」はドイツ駆逐艦が発射した魚雷2本を受けて酷く損傷し、艦首と艦尾両方を失った。「ジャージー」は曳航される「ジャヴェリン」を戦隊の僚艦と護衛した。
12月31日、海峡南西口へ機雷敷設に向かう敷設巡洋艦「アドヴェンチャー」を「ジュピター」、「カシミール」と護衛した（GQ2作戦）。

### 地中海

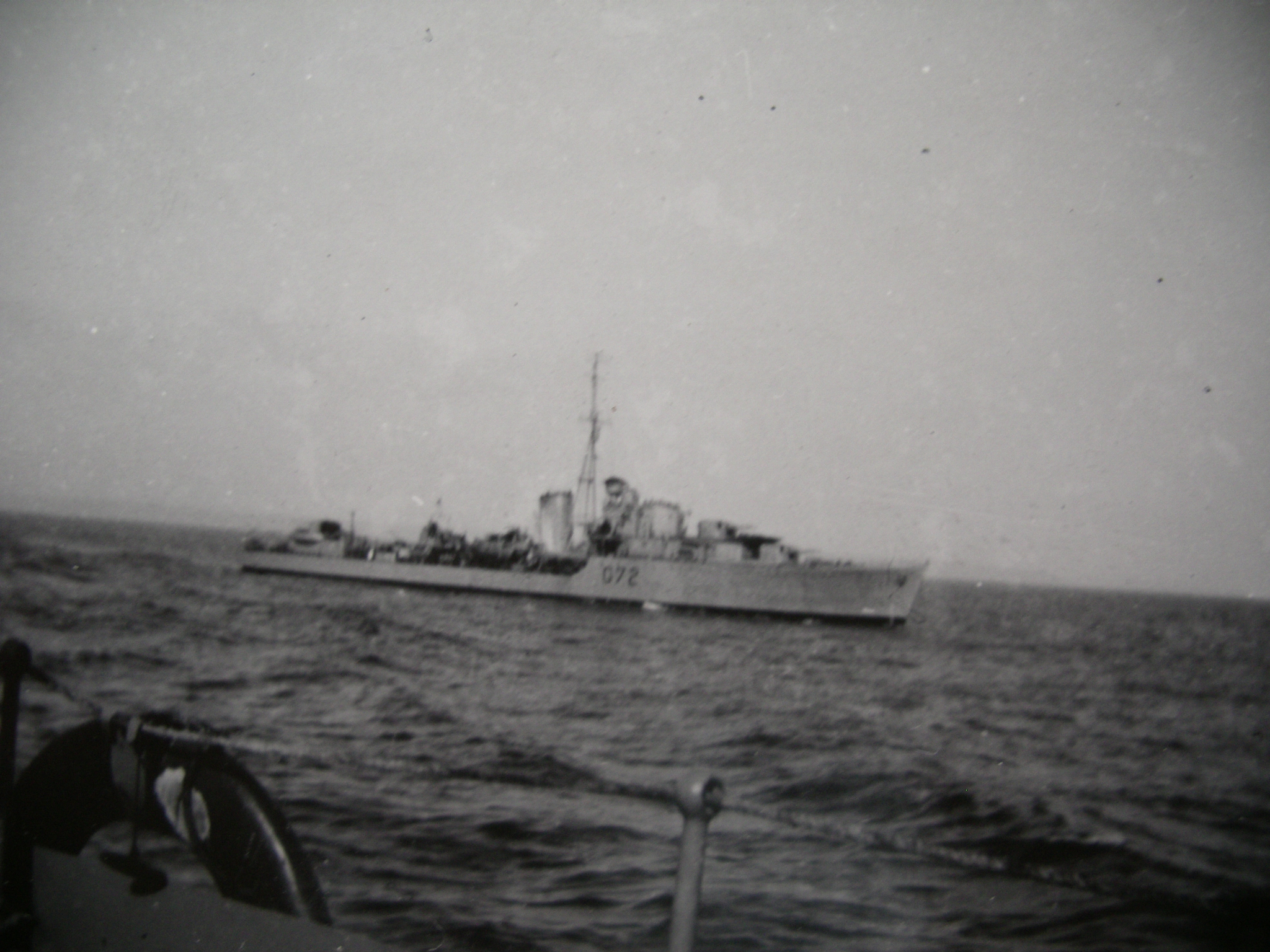
1940年頃の「ジャージー」。ペナントナンバーがG72に変更されている。

1941年１月、「ジャージー」は本国近海で船団護衛任務に従事した後、臨時に地中海での活動へ充てられた。1月31日にジブラルタルでH部隊と合流し、巡洋戦艦「レナウン」、戦艦「マレーヤ」、航空母艦「アーク・ロイヤル」を駆逐艦「フィアレス」、「フューリー」、「フォックスハウンド 」、「フォアサイト」、「ファイアドレーク」と共に第2グループとして護衛。2月上旬にかけて、H部隊は サルデーニャ島のティルソ・ダムやイタリア本土のジェノヴァ等を攻撃した（ピケット作戦及びグロッグ作戦）。
「ジュピター」は本国に帰還後、修理と短期間の哨戒任務に従事したが、4月21日に増援として第5駆逐艦戦隊の僚艦と共に正式に地中海へ配備されることが決まった。「ジャージー」は戦隊の僚艦「ケリー」、「カシミール」、「ジャッカル」、「ケルヴィン」、「キプリング」そして敷設巡洋艦「アブディール」、軽巡洋艦「ダイドー」はジブラルタルでS部隊（Force S）を編成するために合流し、地中海艦隊に加わった（セイリエント作戦）。4月28日、「ジャージー」らはK部隊（Force K）として、北アフリカへ向かう敵船団攻撃のためマルタへ到着する。

### 最期
1941年5月1日、「ジャージー」と軽巡洋艦「グロスター」、駆逐艦「ケリー」、「カシミール」、「キプリング」、「ケルヴィン」、「ジャッカル」は、北アフリカへ向かう敵船団を攻撃するためマルタから出撃した。だが敵船団は捕捉できず、翌5月1日マルタに帰還した。
戦隊の駆逐艦は順番にグランド・ハーバーへ入港を始めたが、「ケリー」、「ケルヴィン」、「ジャッカル」の3隻に続いて入港しようとした「ジャージー」は、港口で前夜にイタリア空軍機が投下していた機雷に触れた。「ジャージー」は急速に沈み、乗員35名（36名とも）が戦死・47名が負傷した。「ジャージー」の艦体が港口を塞いでしまったため、入港できなくなった「グロスター」、「キプリング」、「カシミール」の3隻はジブラルタルへ向かった。
5月5日、「ジャージー」の艦体は2つに分離された。戦後、港口で障害物となっている「ジャージー」の撤去作業が1946年から1949年にかけて行われた。この作業により、1946年以降後部区画が港口から撤去された。 大型船舶が港を安全に航行できるようにするために、1968年に更なる引き揚げと撤去作業が実施された。
艦名は、後にアイランド型哨戒艦「ジャージー」に受け継がれた。

## 栄典
「ジャージー」は生涯で1個の戦闘名誉章（Battle honour）を受章した。
- Mediterranean 1941